# مدرسه حقوق استنفورد
مدرسه حقوق استنفورد (انگلیسی: Stanford Law School) دانشگاه خصوصی زیرمجموعه دانشگاه استنفورد است، که در سال ۱۸۹۳ تأسیس شد.